# Eugeniusz Horoszko
Eugeniusz Jan Horoszko (ur. 20 września 1909 we Lwowie, zm. 8 lutego 1998 w Krakowie) − polski inżynier elektryk, pracownik naukowy Akademii Górniczo-Hutniczej, współtwórca polskiej elektrotermii.

## Życiorys

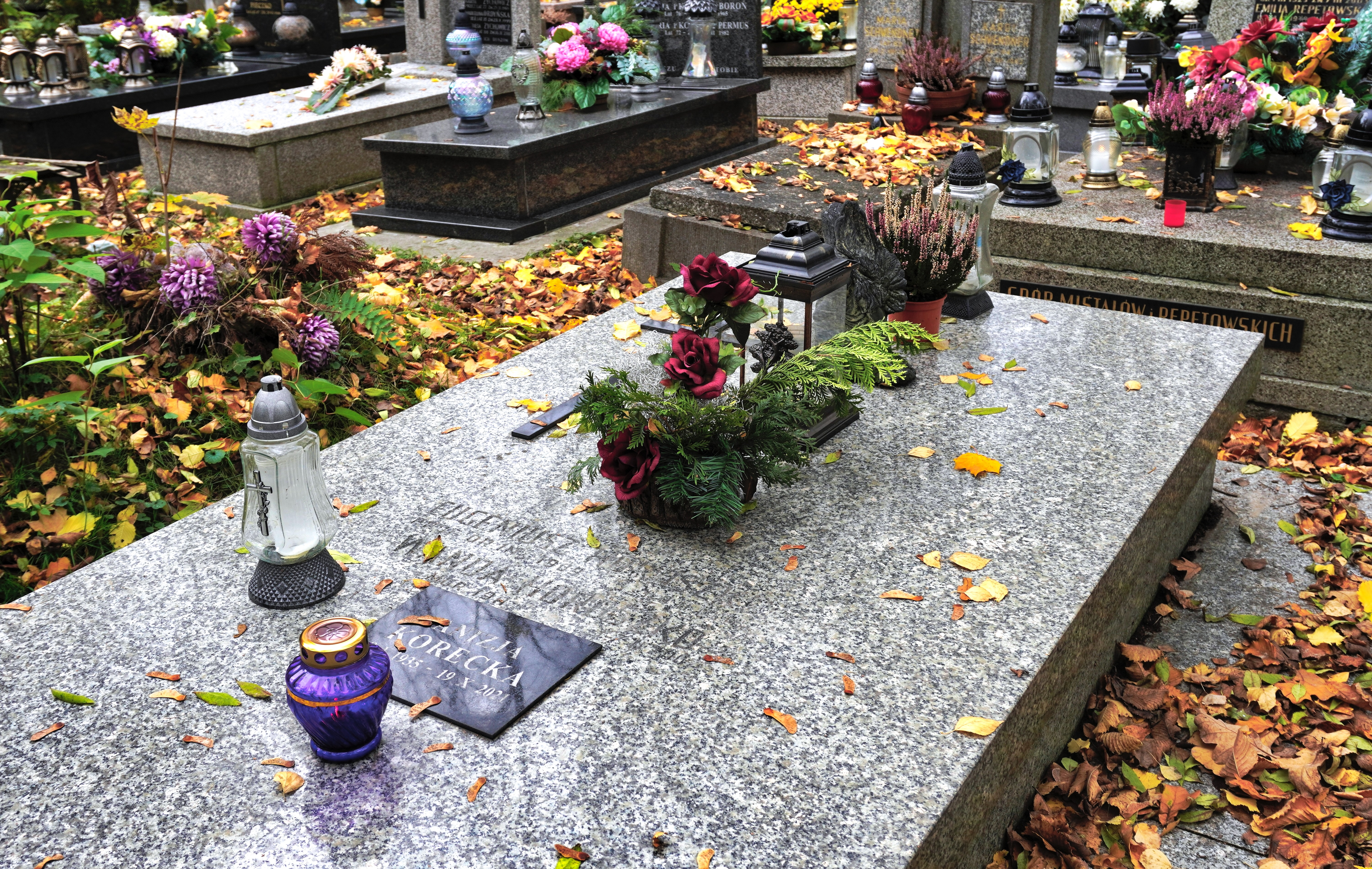
Grób prof. Eugeniusza Horoszki na Cmentarzu Rakowickim w Krakowie

W 1936 roku ukończył studia na Politechnice Lwowskiej, uzyskując dyplom inżyniera elektryka. Jeszcze w czasie studiów został członkiem Stowarzyszenia Elektryków Polskich. Przed wybuchem II wojny światowej pracował w koncernie Wspólnota Interesów Górniczo-Hutniczych oraz Hucie Laura w Siemianowicach Śląskich. Okres wojny spędził w rodzinnym Lwowie. Po jej zakończeniu powrócił na Górny Śląsk i do pracy w hutnictwie, w Hucie „Kościuszko”, następnie kolejno w Hajduckich Zakładach Hutniczych w Chorzowie oraz Biurze Projektów Przemysłu Hutniczego „Biprohut” w Gliwicach. W 1957 roku współuczestniczył w uruchomieniu największego w Polsce i Europie Środkowo-Wschodniej pieca łukowego.
Od 1955 był równocześnie pracownikiem naukowym Akademii Górniczo-Hutniczej. Został kierownikiem Zakładu Elektrotermii w Katedrze Elektryfikacji Hutnictwa kierowanej przez profesora Jana Manitiusa. W 1965 roku uzyskał stopień doktora, w 1973 roku został mianowany profesorem nadzwyczajnym. Był autorem około 60 artykułów i 20 patentów, współzałożycielem i od 1994 roku członkiem honorowym Polskiego Komitetu Elektrotermii, członkiem Sekcji Elektrotermii przy IV Wydziale Nauk Technicznych Polskiej Akademii Nauk oraz Komisji Elektrotechniki, Automatyki i Informatyki Krakowskiego Oddziału PAN. Obok profesorów Mariana Mazura, Tadeusza Schwartza i Bronisława Sochora jest uważany za współtwórcę polskiej elektrotermii.
Był odznaczony między innymi Krzyżem Kawalerskim Orderu Odrodzenia Polski. Na emeryturę przeszedł w 1979, zmarł w Krakowie w 1998 roku. Został pochowany na cmentarzu Rakowickim.